# Mikrofiber

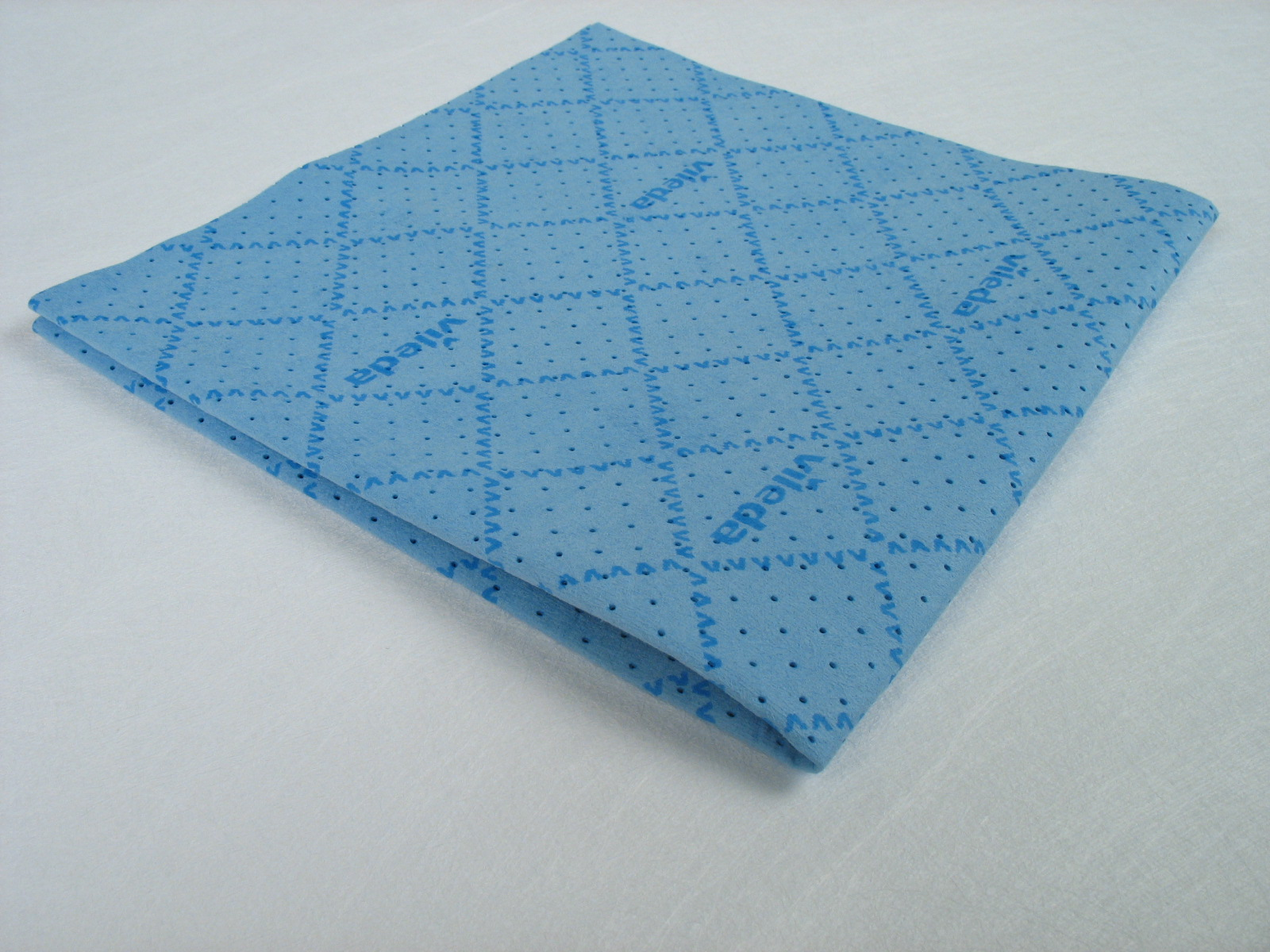
Duk av mikrofiber.

Mikrofiber (eller microfiber) är ett material som består av polyester eller polyamider (t.ex. nylon eller kevlar), eller blandning av dessa, vilket gör att textilen är hållbar och har en lång livslängd. 
Den speciella delningen av fibrerna gör att materialet har en mycket bra förmåga att lösgöra smuts och att absorbera vätska.
Mikrofiber är ett vanligt material i till exempel städprodukter som torkdukar, moppar och dammsugarpåsar.
KBM-systemet var det första ultrafina microfiberbaserade städsystemet i världen som utvecklades och introducerades i Sverige under början 1990-talet.